# Tunguli
Tunguli è una circoscrizione rurale (rural ward) della Tanzania situata nel distretto di Kilindi, regione di Tanga. Conta una popolazione di 7 774 abitanti (censimento 2012).